# سمكة الجوهرة الإفريقية
سمكة الجوهرة الإفريقية هي سمكة من أسماك البلطية. تنتشر في غرب إفريقيا والشرق الأوسط وحوض النيل.